# Refugiados de Venezuela

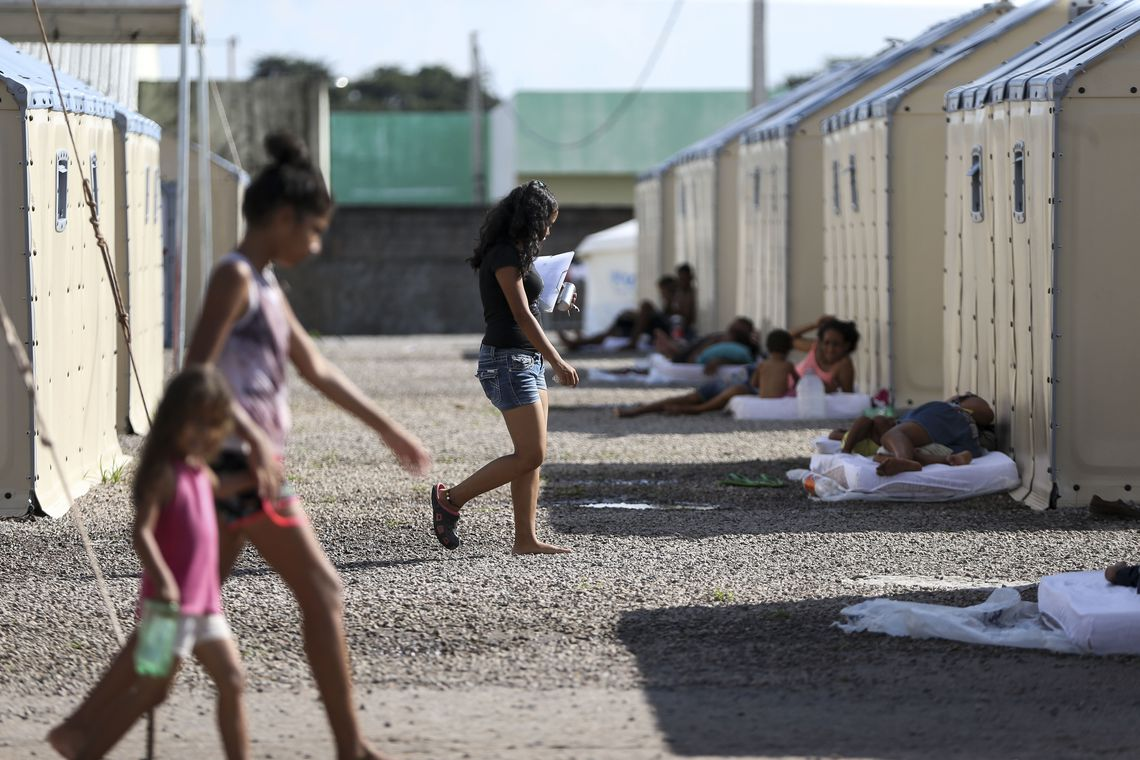
Refugiados venezolanos instalados en Boa Vista (Roraima).

Los refugiados de Venezuela son personas venezolanas que desde la década de 2010 se han visto forzadas a huir de Venezuela como consecuencia de violaciones a derechos humanos, violencia, inseguridad, persecución por opiniones políticas, desempleo, crisis alimentaria, carencia de medicinas, corrupción e hiperinflación que en conjunto han sido catalogadas por la Organización de Estados Americanos (OEA) como una crisis humanitaria y que necesitan protección internacional de conformidad con la normativa nacional y regional, en particular la Convención sobre el Estatuto de los Refugiados de 1951 y la Declaración de Cartagena.
De acuerdo con cifras del Alto Comisionado de las Naciones Unidas para los Refugiados (ACNUR), se ha producido un aumento de 2000 % en el número de nacionales venezolanos que han solicitado el reconocimiento de condición de refugiado en todo el mundo desde 2014, principalmente en los países de las Américas desde el año pasado. Aunque más de 94 000 venezolanos pudieron acceder a los procedimientos de determinación de la condición de refugiado en 2017, muchos más con necesidad de protección optan por otras alternativas de residencia legal, que pueden ser más rápidas de obtener y otorgan el derecho al trabajo, acceso a la salud y la educación. Sin embargo, cientos de miles de venezolanos permanecen sin documentación o permiso para residir legalmente en países de acogida. Esto los hace particularmente vulnerables a la explotación, la trata de personas, la violencia, el abuso sexual, la discriminación y la xenofobia.
Para brindar apoyo a los esfuerzos de los gobiernos nacionales respecto de la respuesta frente a las necesidades de protección y de soluciones por parte de un número cada vez mayor de refugiados y migrantes venezolanos, el ACNUR y la OIM (Organismo de las Naciones Unidas para la Migración) anunció el nombramiento del Sr. Eduardo Stein como representante Especial Conjunto para los refugiados y migrantes venezolanos en la región. Trabajará para promover el diálogo y el consenso necesarios para la respuesta humanitaria, incluyendo el acceso a territorio, protección de los refugiados, estatuto regular, y la identificación de soluciones para refugiados y migrantes venezolanos.

## Definición
La situación originada por la migración forzada de ciudadanos venezolanos principalmente a los países vecinos puede definirse como una crisis humanitaria que alcanzó su nivel más alto a partir de 2017 tal como señala la OEA en dicho año:

A través de su informe “Institucionalidad Democrática, Estado de Derecho y Derechos Humanos en Venezuela”, la Comisión Interamericana de Derechos Humanos (en adelante “CIDH”) ha evidenciado la grave crisis política, económica y social que ha sufrido Venezuela durante los
últimos años, así como las múltiples y masivas violaciones a derechos humanos en detrimento de la mayor parte de la población venezolana, teniendo impactos particulares en derechos tales como la vida, la integridad personal, la libertad personal, la libertad de expresión, la libertad de circulación, la protección judicial, la salud, la alimentación, el trabajo, entre otros.
CIDH. Migración forzada de personas venezolanas

 (Tomado del artículo [Institucionalidad Democrática, Estado de Derecho y Derechos Humanos en Venezuela])

## Historia
El aumento vertiginoso de las solicitudes de asilo y refugio se registra en el año 2017, en ese período ocurrió una paralización del país durante casi el 42 % del año debido a las protestas y a la crisis política acaecida entre abril y julio; lo que impactó de diversas maneras a la vida nacional, sumando homicidios y muertes a manos de las fuerzas de seguridad del gobierno.

## Asilo y refugio

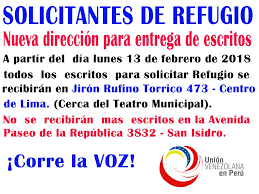
Cartel en donde se anuncia las sedes para petición de asilo en Lima (Perú).

Una multiplicidad de factores provoca que los venezolanos se vayan del país y que no puedan o no deseen regresar. Algunos de estos factores, por sí solos, podrían bastar para que una persona obtenga la condición de refugiada, mientras que el impacto acumulativo de varios factores podría habilitar a otras personas a solicitar el reconocimiento como refugiados. Otras personas que huyen de Venezuela no cumplen con los requisitos para solicitar el estatus de refugiado, pero enfrentan severas dificultades si son regresados a Venezuela y tienen una necesidad urgente de asistencia humanitaria en los países a los que han migrado.
En América Latina, hay normas regionales no vinculantes y leyes internas de algunos Estados que establecen criterios más amplios para obtener asilo, que los expresados en la Convención para los Refugiados de 1951. En particular, quince Estados de la región (Argentina, Belice, Bolivia, Brasil, Chile, Colombia, Ecuador, El Salvador, Guatemala, Honduras, México, Nicaragua, Paraguay, Perú y Uruguay) han incorporado en su derecho interno la Declaración de Cartagena de 1984.
La Declaración de Cartagena, que resulta particularmente relevante para la situación en Venezuela, incluye en su definición de refugiados a personas que huyen de “la violación masiva de los derechos humanos u otras circunstancias que hayan perturbado gravemente el orden público”. Al interpretar el sentido de la cláusula “otras circunstancias que hayan perturbado gravemente el orden público”, el Alto Comisionado de las Naciones Unidas para los Refugiados (ACNUR) señaló que estas expresiones “son las menos aplicadas por los órganos nacionales de adjudicación cuando se determinan solicitudes de asilo bajo la definición de refugiado de Cartagena” Los Estados deben considerar cuidadosamente, en algunos casos sin que haya demasiados precedentes nacionales para apoyarse, en qué medida sus leyes podrían dar lugar a pretensiones válidas de protección presentadas por ciudadanos venezolanos que han huido del país por motivos humanitarios.
En un pronunciamiento preliminar, una magistrada del Supremo Tribunal Federal de Brasil determinó recientemente que incorporar al derecho interno la definición ampliada de la Declaración de Cartagena genera una “obligación de protección humanitaria” respecto de los venezolanos que buscan refugio en Brasil. Por su parte, ACNUR ha sostenido que “las circunstancias generales que conducen a la salida de ciudadanos venezolanos podrían estar contempladas en el espíritu de la Declaración de Cartagena”.
Asimismo, ha señalado que, aunque no todos los venezolanos se fueron por condiciones relacionadas con el asilo, “es cada vez más claro que una cantidad significativa necesitan efectivamente de protección internacional” y ahora no pueden regresar o no están dispuestos a hacerlo.

## Refugiados y migrantes de Venezuela
El número total entre migrantes, refugiados y solicitantes de asilo venezolanos en todo el mundo, reportados por los gobiernos es de 5 180 615, tomando en cuenta que los gobiernos no reportan a las personas que se encuentran ilegales o sin ningún tipo de identificación la cifra podría ser mayor.

## Principales países destino
Para el 31 de diciembre de 2018, ACNUR, contabilizaba 393 985 solicitudes de asilo de personas venezolanas, al tiempo que se registraban 958 965 personas venezolanas que optaron por otras alternativas migratorias para estancia legal, dirigiéndose principalmente a Colombia, Chile, Brasil, Perú, Ecuador, Estados Unidos de América, Panamá, Costa Rica, Trinidad y Tobago, México, Argentina, República Dominicana, Uruguay y Canadá; así como otros países del mundo. Las solicitudes de asilo y refugio de venezolanos han aumentado vertiginosamente durante los últimos 4 años (al menos en un 3352 %). El 12 de abril de 2018 se creó la Plataforma Regional de Coordinación para los Refugiados y Migrantes de Venezuela, luego de la solicitud del Secretario General de las Naciones Unidas al ACNUR y la OIM , para dirigir y coordinar la respuesta a los refugiados y migrantes de Venezuela a nivel regional. La Plataforma Regional tiene como objetivo abordar las necesidades de protección, asistencia e integración tanto de los refugiados como de los migrantes mediante el complemento y el fortalecimiento de las respuestas nacionales y regionales de los gobiernos, en consonancia con los principios descritos en la Declaración de Nueva York para los Refugiados y Migrantes. Actualmente, la Plataforma Regional está formada por cuarenta organizaciones participantes, incluidos diecisiete agencias de la ONU, catorce ONGs, cinco donantes, dos instituciones financieras internacionales y el Movimiento de la Cruz Roja.

### Colombia

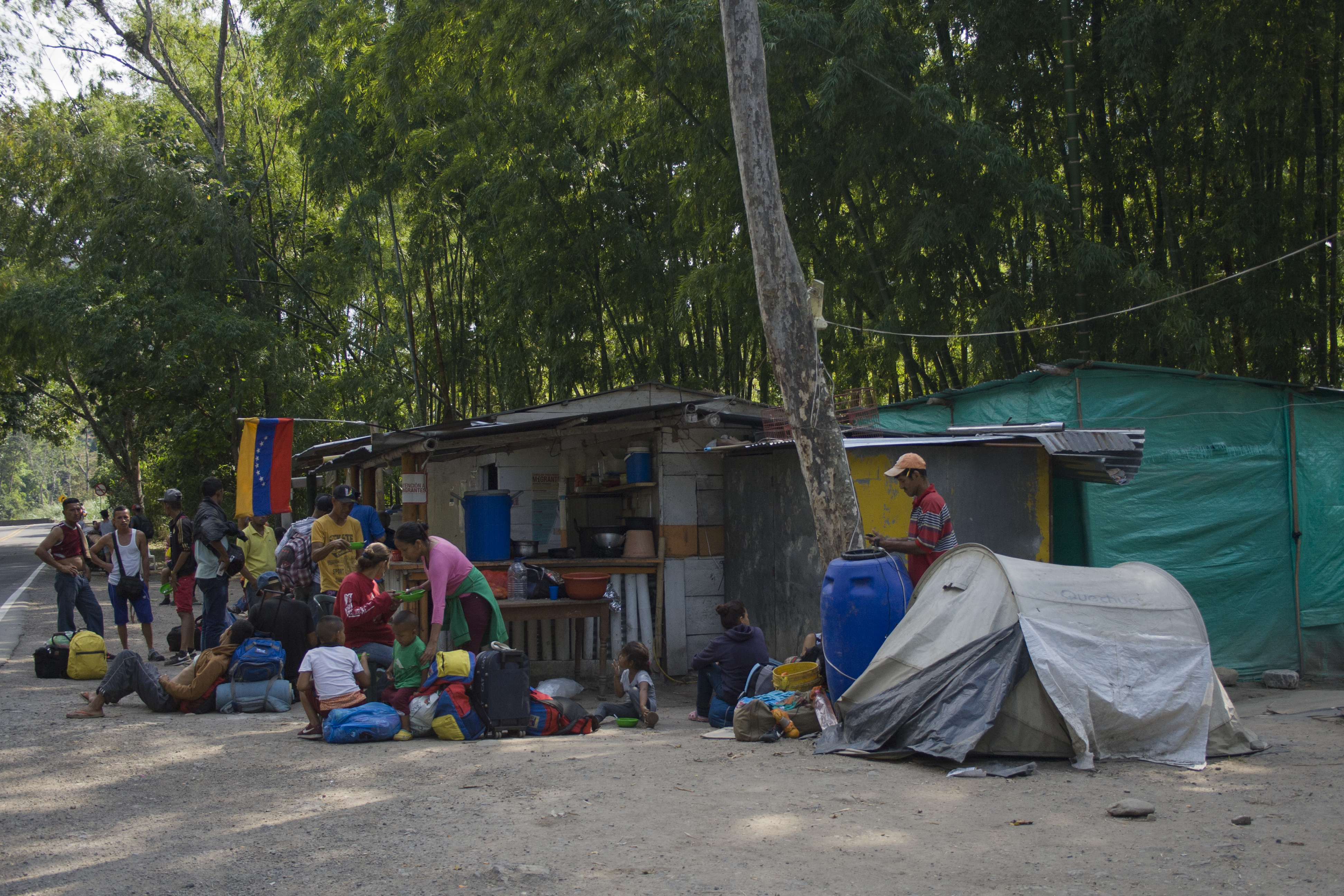
Refugiados venezolanos en la carretera entre Cúcuta y Pamplona, Colombia

Desde 2016 hasta marzo de 2018 el Servicio de Jesuitas para los Refugiados en Colombia (JRS-Colombia), ha atendido alrededor de siete mil personas provenientes de Venezuela en condición de migración forzada. En su mayoría con necesidades humanitarias urgentes en materia de salud, medicamentos y alimentos. Son mujeres gestantes o lactantes, enfermos en situación crónica, menores no acompañados, familias monoparentales y adultos mayores.  A finales del 2016 fue creado el Grupo Interagencial sobre Flujos Migratorios Mixtos (GIFMM) el cual es la expresión nacional de la Plataforma Regional para los Refugiados y Migrantes Provenientes de Venezuela y tiene a su cargo la implementación del Capítulo Colombia del Plan Regional para los Refugiados y Migrantes de Venezuela. Según cifras del GIFMM para el 31 de marzo de 2020 había 1 809 872 entre migrantes, refugiados y solicitantes de asilo venezolanos en Colombia.

### Estados Unidos
Estados Unidos recibió 27 569 solicitudes de asilo de venezolanos en 2017, un 88 por ciento más que el año anterior. Al 30 de junio de 2018 había recibido 72 722 solicitudes. En los últimos años, los venezolanos han constituido el grupo más grande de solicitantes de asilo en los Estados Unidos.
| País           | Fecha de la última data  | Solicitantes de Asilo | %    |
| -------------- | ------------------------ | --------------------- | ---- |
| Perú           | 31 de octubre de 2018    | 156 700               | 41.8 |
| Estados Unidos | 30 de junio de 2018      | 72 722                | 21.0 |
| Brasil         | 30 de septiembre de 2018 | 65 846                | 17.4 |
| España         | 31 de agosto de 2018     | 29 603                | 7.9  |
| Ecuador        | 30 de septiembre de 2018 | 11 379                | 3.0  |
| Costa Rica     | 31 de octubre de 2018    | 7505                  | 2.1  |
| Panamá         | 31 de marzo de 2018      | 7122                  | 2.2  |
| México         | 31 de julio de 2018      | 7000                  | 2.1  |
| Fuente: ACNUR  |                          |                       |      |

### Unión Europea
La cantidad de venezolanos que solicitan protección internacional en la Unión Europea (UE) aumentó de 325 en 2014 a 11 980 en 2017. En abril de 2018, se incluyó por primera vez a Venezuela entre los cinco principales países de origen de los solicitantes de asilo en la UE. Ese mes, 2324 ciudadanos venezolanos presentaron solicitudes de protección internacional en la UE, lo cual supone un aumento del 62 % desde marzo. Al 31 de julio de 2018 había 1604 aplicaciones de asilo y 23 861 casos pendientes.

### España
Sólo en 2016 y 2017 más de 40 000 venezolanos llegaron a España, el país de Europa adonde llegó la mayor cantidad de ciudadanos venezolanos. En esos años, los venezolanos presentaron una mayor cantidad de pedidos de asilo que los nacionales de cualquier otro país. De acuerdo a estadísticas oficiales, 10 350 venezolanos pidieron asilo en 2017, mientras que en 2016 la cifra había sido de 3960 y en 2015 de 596. Más de 28 323 venezolanos han solicitado asilo en España desde 2014. Solo al 1 % de los solicitantes le ha sido aprobado la protección.

## Niños con Necesidad de Protección Internacional

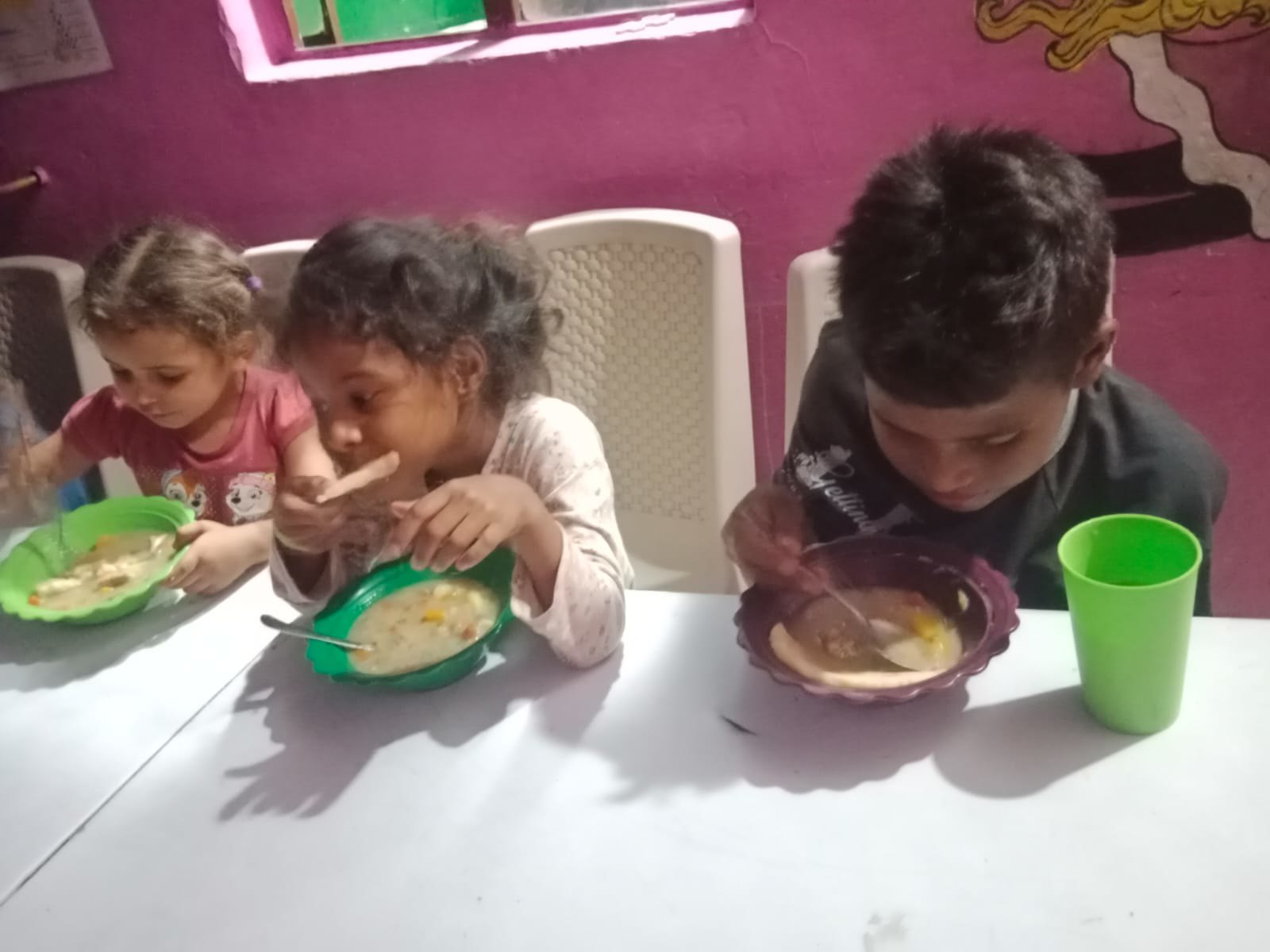
Niños refugiados venezolanos en un albergue en Cúcuta, Colombia.

Los niños y sus familias en el contexto de esta crisis enfrentan retos para regularizar su situación migratoria lo que afecta su acceso a la protección social, la salud, el desarrollo de la primera infancia, educación, medios de vida sostenibles y protección de la infancia. La migración irregular está poniendo a los niños en mayor riesgo de discriminación, violencia, xenofobia, explotación y abuso en los países de destino.  Según Unicef, 438 000 aproximadamente es el número de niños que necesitan asistencia como consecuencia de la crisis venezolana, en Colombia, Brasil, Guyana, Trinidad y Tobago, Ecuador y Perú,
| Colombia      | Brasil | Guyana | Trinidad y Tobago | Ecuador | Perú   | Total   |
| ------------- | ------ | ------ | ----------------- | ------- | ------ | ------- |
| 356 756       | 12 527 | 4800   | 4000              | 30 000  | 30 000 | 438 083 |
| Fuente:UNICEF |        |        |                   |         |        |         |

## Principio de no devolución
El derecho a no ser enviado de regreso forzosamente en estas circunstancias en las que se encuentra Venezuela, se denomina principio de no devolución (non-refoulement). La Convención Americana sobre Derechos Humanos (CADH), la Convención de las Naciones Unidas contra la Tortura y Otros Tratos o Penas Crueles, Inhumanos o Degradantes (CCT), el Pacto Internacional de Derechos Civiles y Políticos (PIDCP), la Convención sobre los Derechos del Niño (CDN) y el Convenio Europeo de Derechos Humanos (CEDH), así como el derecho internacional consuetudinario, contemplan el principio de no devolución.
El Alto Comisionado de las Naciones Unidas para los Refugiados (ACNUR) ha hecho un llamamiento a los Estados para que les garanticen a las personas venezolanas beneficiarias de estas formas complementarias de protección, protección temporal o acuerdos de estancia, o visados o mecanismos migratorios laborales que no sean deportados, expulsados, o de cualquiera otra manera forzados a retornar a Venezuela, de acuerdo con el derecho internacional de los refugiados y el derecho de los derechos humanos. Esta garantía debería estar garantizada ya sea en el documento de identidad oficial otorgado o a través de otros medios efectivos, como instrucciones claras para los organismos encargados de hacer cumplir la ley.
Así mismo, a criterio de la Comisión Interamericana de Derechos Humanos (CIDH) la grave y compleja crisis de la migración forzada de personas venezolanas a otros países tiene un alcance transfronterizo y, como tal, requiere de una respuesta regional e internacional basada en la responsabilidad compartida y el respeto y garantía de los derechos humanos de estas personas, respetando el principio y derecho a la no devolución (non-refoulement) a territorio venezolano, sea a través de procedimientos de deportación o expulsión o cualquier otra acción de las autoridades, de personas venezolanas que estarían en riegos de persecución u otras violaciones graves a sus derechos humanos, incluyendo un riesgo de afectación grave a su salud o a su vida por condiciones médicas, en concordancia con el derecho a la no devolución establecido en el artículo 22.8 de la Convención Americana sobre Derechos Humanos, el artículo 13 de la Convención Interamericana para Prevenir y Sancionar la Tortura y la Declaración Americana sobre Derechos y Deberes del Hombre. Lo anterior incluye la prohibición de rechazo en frontera y la prohibición de expulsiones colectivas.

## Solicitudes Pendientes de la Condición de Refugiados
A nivel global hay 817 105 venezolanos que están en espera de una respuesta por parte de los gobiernos en los países receptores.

## Detenciones y deportaciones
En el Caribe, ningún país ha establecido oficialmente un permiso especial que posibilite que los ciudadanos venezolanos permanezcan legalmente, y la mayoría de los países no tiene leyes generales que regulen el proceso de solicitud de asilo. En algunos casos, ciudadanos venezolanos con certificados de asilo emitidos por ACNUR han sido detenidos o deportados a Venezuela. Algunos venezolanos que intentaban refugiarse en países del Caribe y en Brasil han sido hostigados o victimizados mediante acciones xenófobas.
Un grupo de venezolanos presos en Trinidad y Tobago por problemas migratorios se pronunció este miércoles 19 de septiembre en un video difundido por el diputado Carlos Valero a través de sus redes sociales. Aseguraron que son “una población de 200 venezolanos aproximadamente” distribuidos en diferentes prisiones de ese país.
La organización humanitaria Amnistía Internacional ha denunciado la situación de miles de personas venezolanas con estatus migratorio irregular que se encuentran en Curazao. Ha constatado violaciones de derechos humanos cometidas durante el proceso de detención de personas solicitantes de asilo, así como deportaciones desde la isla. A las personas que fueron detenidas y trasladadas después de julio de 2017 se les negó la oportunidad de solicitar protección internacional, debido al incumplimiento del Estado en establecer un procedimiento efectivo para otorgar asilo. Al mismo tiempo, el gobierno de Curazao diseñó una “estrategia de traslado” como respuesta al creciente número de personas venezolanas que arriban y permanecen en el país de forma ilegal.
En 2017, las autoridades trasladaron a 1532 extranjeros fuera de la isla, entre los que se encontraban 1203 venezolanos (78,5 %). En los primeros cuatro meses de 2018, las autoridades devolvieron a 475 extranjeros, incluidos 386 (81,3 %) venezolanos. Los migrantes venezolanos detenidos que fueron entrevistados por Amnistía Internacional dijeron que fueron objeto de tratos represivos y degradantes por parte del personal de la prisión, como la privación al acceso a bienes básicos hasta que las personas en detención hayan comprado un boleto de avión para regresar a Venezuela. De acuerdo al gobierno de Curazao, los niños son separados de sus familiares y llevados a casas de cuidados mientras sus madres y padres permanecen detenidos.
Hasta julio de 2017, el ACNUR sostuvo una relación de trabajo informal con la Cruz Roja en Curazao, debido a la ausencia de un procedimiento oficial de asilo en la isla. Hasta ese momento, los solicitantes de protección internacional podían registrarse en el ACNUR a través de las oficinas de la Cruz Roja. Sin embargo, en julio de 2017, el gobierno de Curazao emitió una Decisión Ministerial para asumir el proceso de registro de las personas solicitantes de asilo, que llevaba a cabo el ACNUR y cuya decisión no fue consultada con el organismo. 
Desde que fue tomada esta decisión, las autoridades locales no emitieron ninguna ley o política de asilo, así como no ha sido publicado ningún reporte estadístico sobre la cantidad de personas solicitantes de asilo. En la práctica, se volvió muy difícil que las personas que buscan seguridad puedan acceder a la protección internacional. Aquellas personas que no solicitaron el asilo de inmediato al arribar a la isla, ingresaron como turistas, fueron anteriormente deportadas o tienen permiso para residir en Curazao y no pueden solicitar protección.